# San Bernardino (Zwitserland)
San Bernardino is een plaats in het Zwitserse kanton Graubünden en behoort tot de gemeente Mesocco. De plaats ligt op 1600 meter hoogte aan het einde van het Valle Mesolcina en is vernoemd naar de katholieke heilige Bernardinus van Siena.
Ten noorden van de plaats ligt de historische San Bernardinopas (2065 m), een bergzadel tussen de Pizzo Uccello en de Zapporthorn. Over deze pas voert een weg naar het Duitstalige Hinterrheintal. Gedurende de winter is deze weg afgesloten voor verkeer vanwege de grote sneeuwval. In 1967 is de 6,5 kilometer lange tunnel onder de bergpas in gebruik genomen die deel uitmaakt van de autoweg A13.
Gedurende de winter is er rondom het dorp een belangrijk skigebied met 40 kilometer aan skipistes en 24 kilometer loipes.

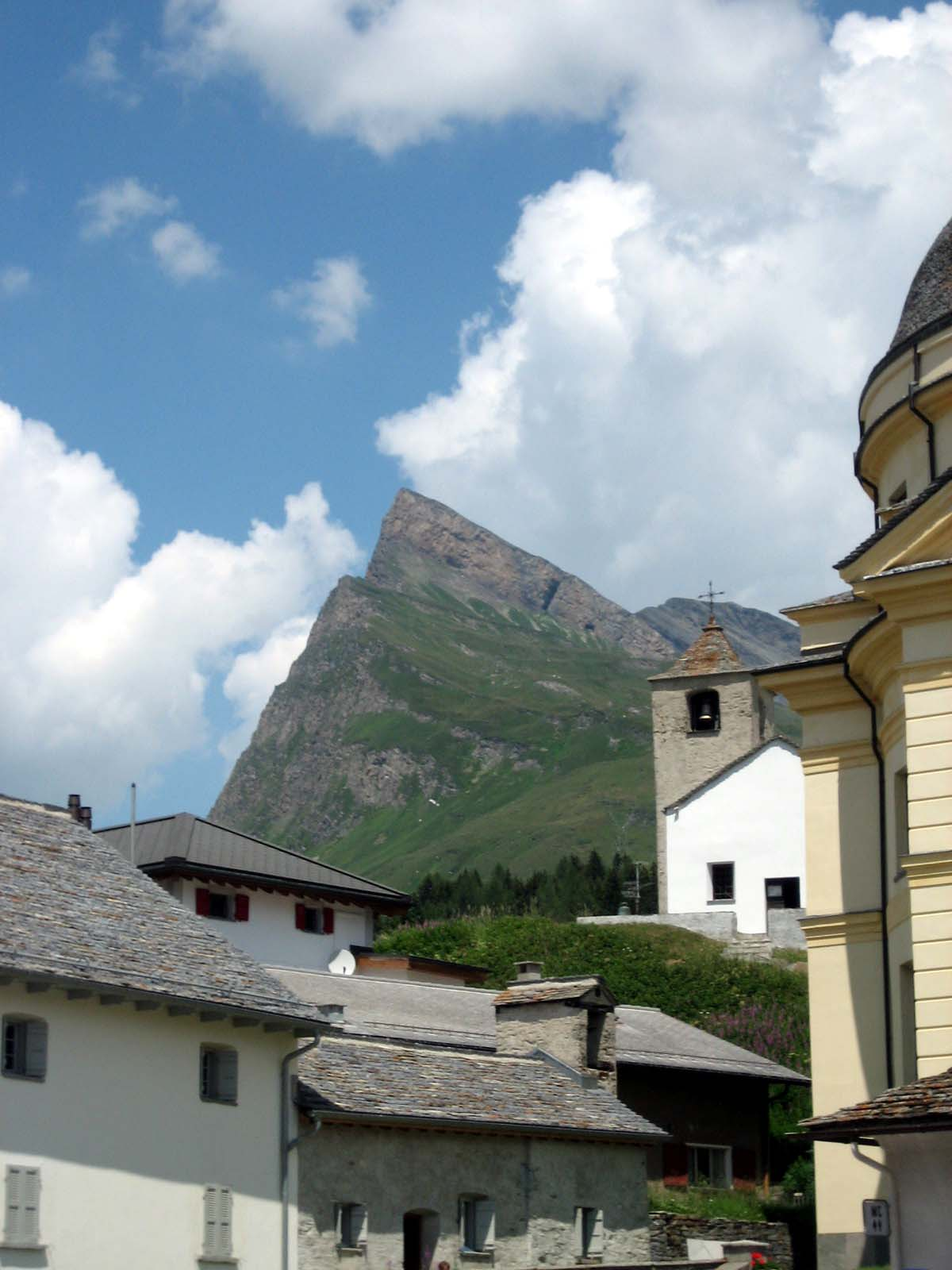
San Bernardino en Pizzo Uccello